# Vexilație
O vexilație (în latină vexillatio, plural vexillationes) era un detașament în legiunea romană format ca o forță armată  cu misiuni temporare creată de către armata romană a Principatului. Numele îi vine de la stindardul purtat de către detașamentele legionare numit vexillum (plural vexilla), pe care era emblema și numele legiunii din care făceau parte.

## Scopul
Pentru că Armata Romană nu era suficient de mare pentru a avea garnizoane în interioriul imperiului (în jur de 400.000 de soldați la începutul secolului al 3-lea), cea mai mare parte a ei era staționată de-a lungul frontierelor. Acest lucru plasa imperiul într-o poziție precară atunci când amenințări grave apăreau în interior sau de-a lungul unei frontiere îndepărtate. Nu exista nicio rezervă centrală și rareori era posibil să se ia o legiune întreagă, sau măcar o mare parte, pentru o zonă tulbure, fără a lăsa un spațiu periculos pentru apărarea frontierei. Singura soluție logică a fost să se ia detașamente din diferite legiuni și să se formeze forțe cu misiunea temporară de a rezolva amenințarea. De îndată ce amenințarea era rezolvată, aceste vexillationes erau dizolvate, iar detașamentele se întorceau în legiunile din care proveneau.

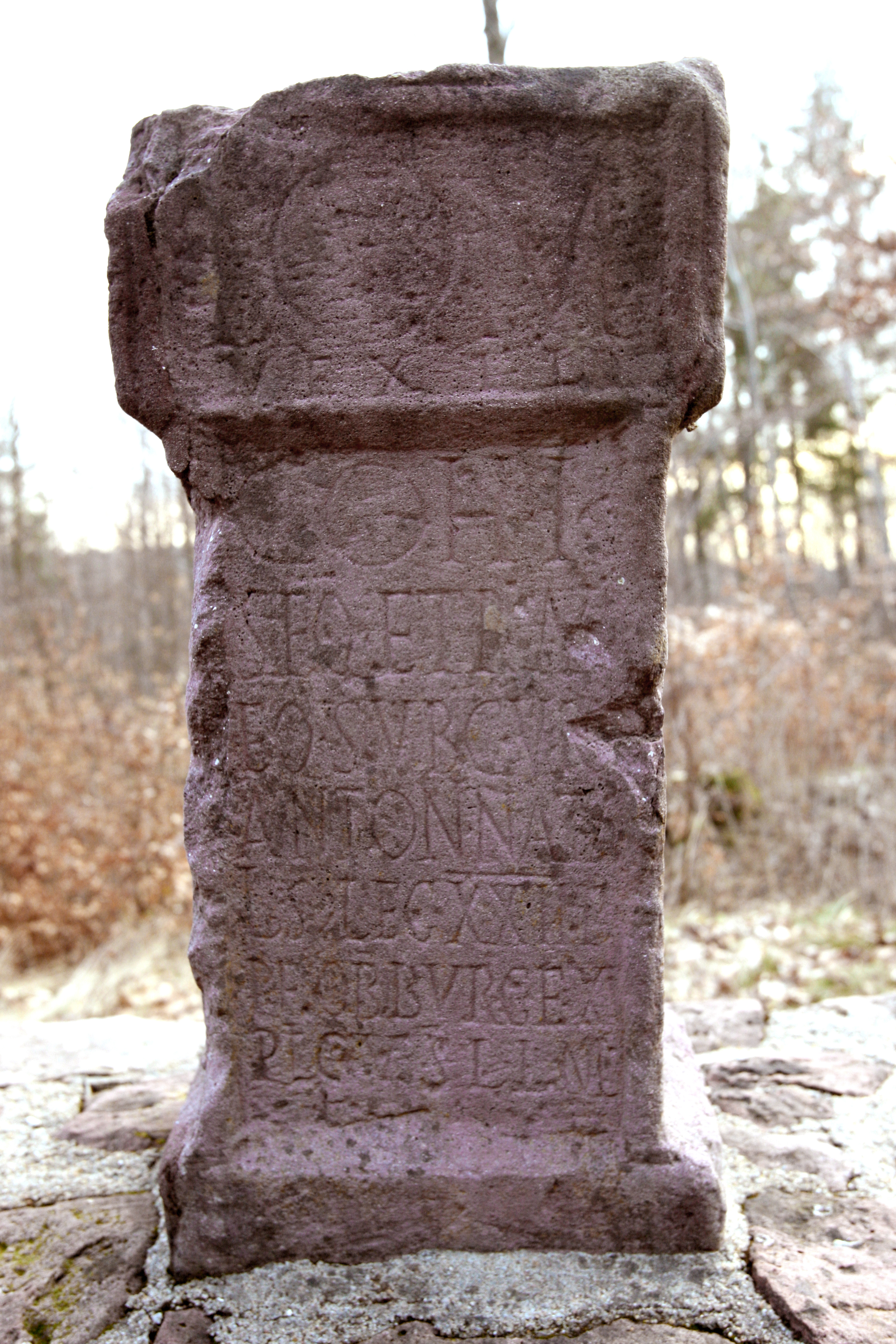
Altar votiv dedicat lui Jupiter Optimus Maximus (abreviat OIM) de către vexillatio cohortei de cavalerie a sequanilor și a rauricilor, asociată cu Legiunea XXII Primigenia Pia Fidelis

## Unități
Mai târziu, sub Domina, vexillatio se referă la o unitate de cavalerie a armatei romane. Din timpul lui Dioclețian și a Tetrarhiei, și, eventual, chiar mai devreme, în timpul domniei lui Gallienus, vexillationes erau cel mai adesea unități de cavalerie. În secolul 4, Vexillationes palatinae și Vexilationes comitatenses numărau de la 300 până la 600 de bărbați. Notitia Dignitatum dă o listă de 88 vexillationes.